# Cross Creek (Floride)
Pour les articles homonymes, voir Cross Creek.
Cross Creek est une voie d'eau naturelle située en Floride ; elle relie le lac Lochloosa au lac Orange, au sud-est du comté d'Alachua. La County Road 325 traverse le ruisseau qui donne son nom à la communauté de Cross Creek, où se trouve la maison de l'écrivaine Marjorie Kinnan Rawlings. Elle y résida pendant les 25 dernières années de sa vie et y écrivit son ouvrage Cross Creek, qui fut adapté au cinéma en 1983 (Cross Creek).

## Référence
- (en) Cet article est partiellement ou en totalité issu de l’article de Wikipédia en anglais intitulé « Cross Creek (Florida) » (voir la liste des auteurs).